# Seiji Kameda
Seiji Kameda (亀田誠治?, Kameda Seiji; New York, 3 giugno 1964) è un bassista, produttore discografico e arrangiatore giapponese noto per essere uno dei componenti dei Tokyo Jihen.

## Biografia
Seiji Kameda nasce nel 1964 da genitori giapponesi a New York, ma l'anno successivo torna in patria. A 3 anni inizia a studiare pianoforte con sua sorella maggiore, e ad 11 la chitarra con il fratello maggiore. La famiglia si trasferisce più volte: nel 1970 è ad Ōsaka e nel 1976 a Tōkyō, dove Seiji inizia a sviluppare l'hobby per le radiocomunicazioni e con la stazione radio amatoriale BCL (Broadcast Communications Limited) prova ad ascoltare musica occidentale (allora molto poco diffusa in Giappone) tramite le onde radio di provenienza statunitensi; l'anno successivo il tredicenne Seiji istituisce una sua radio amatoriale, FM KAMEDA, che trasmette dalla propria cameretta. Nel 1978 inizia a suonare il basso elettrico, strumento che lo appassiona enormemente: nel 1980 compra uno Yamaha BB2000 e nel 1984 lo vende per poter comprare un Fender Jazz Bass. Nel 1987 si laurea in lettere presso la prestigiosa università di Waseda e subito dopo inizia a comporre e realizzare dei demo tape che gli permetteranno, dall'anno dopo, di iniziare la carriera professionale come arrangiatore.
Dal 1988, Seiji Kameda ha lavorato come strumentista, compositore e arrangiatore per molti dei più importanti artisti pop e rock giapponesi, raggiungendo grande notorietà fra gli addetti ai lavori; fra i musicisti con cui lavora c'è anche Ringo Shiina, per la quale produce nel 1999 al suo primo album Muzai Moratorium: l'incontro genera una reciproca stima che sfocerà nella fondazione nel 2003 dei Tokyo Jihen, un supergruppo con Shiina alla voce, Kameda al basso ed altri rinomati musicisti giapponesi.
Collateralmente all'attività musicale, Kameda ha istituito anche un festival intitolato Kame no ongaeshi (亀の恩返し?, "La ricompensa per la tartaruga"), svoltosi il 2 e 3 maggio 2009 ed a cui hanno partecipato molti artisti che avevano lavorato con lui.
Si identifica spesso con una tartaruga, animale totem che ha scelto per via dell'ideogramma 亀 (kame, "tartaruga") che compare nel suo cognome, ed in alcune occasioni si firma con il disegno di una tartaruga.

## Discografia
La discografia come produttore di Kameda si estende dal 1998 ad oggi ed è molto vasta e particolareggiata, riferendosi spesso non ad interi album, ma a specifici brani al loro interno. Di seguito sono riportati tutti gli artisti che si sono avvalsi della sua collaborazione e il prodotto discografico al quale Kameda ha lavorato. I dischi indicati in grassetto sono stati interamente prodotti da Kameda, le specifiche quando non si tratta di un album sono indicate fra parentesi "()" e le note dopo il punto e virgola ";".

### Musicisti
| Nome                                    | Occupazione  | Lavoro |
| --------------------------------------- | ------------ | --- |
| Aki, Angela                             | Produttore   | - 2007 - Sakurairo (singolo) - 2007 - Kodoku no kakera (singolo) - 2007 - Tashikani (singolo) - 2007 - TODAY - 2010 - LIFE |
| Aonishi, Takashi                        | Produttore   | |
| Aragaki, Yui                            | Produttore   | - 2008 - Akai ito (singolo) - 2009 - hug |
| 新居昭乃 - Arai, Akino                  | Arrangiatore | |
| 絢香 - Ayaka                            | Produttore   | - 2008 - Sing to the Sky - 2009 - Minna sora no shita (singolo) - 2009 - ayaka's History 2006-2009 |
| Ayase, Haruka                           | Produttore   | - 2010 - Margaret (singolo) |
| Chage                                   | Arrangiatore | |
| CHARA - Chara                           | Produttore   | |
| 傳田真央 - Denda, Mao                   | Produttore   | |
| Dōmoto, Tsuyoshi                        | Arrangiatore | - 2004 - WAVER (singolo) - 2004 - [si:] |
| Fukada, Kyoko                           | Arrangiatore | |
| 福原美穂 - Fukuhara, Miho               | Produttore   | |
| Hamasaki, Ayumi                         | Arrangiatore | - 2002- Close to You in Rainbow |
| Hanae                                   | Produttore   | |
| 羽田惠理香 - Haneda, Erika              | Produttore   | |
| 原由子 - Hara, Yuko                     | Produttore   | |
| 秦基博 - Hata, Motohiro                 | Produttore   | |
| 早坂好恵 - Hayasaka, Yoshie             | Produttore   | |
| Hirahara, Ayaka                         | Produttore   | |
| 平井堅- Hirai, Ken                      | Produttore   | - 2002 - Ōkina furudokei (singolo) - 2003 - LIFE is... - 2003 - LIFE is... ~another story~ (singolo) - 2004 - Hutomi wo kojite (singolo) - 2004 - Omoi ga kasanaru sono mae ni... (singolo) - 2004 - SENTIMENTALovers - 2005 - POP STAR (singolo) - 2005 - Ken Hirai 10th Anniversary Complete Single Collection '95-'05 "Uta baka" - 2007 - Elegy (singolo) - 2007 - Kimi no suki na toko (singolo) - 2008 - FAKIN' POP - 2009 - Ken's Bar II - 2009 - Boku wa kimi ni koi wo suru (singolo) - 2010 - Ken Hirai 15th Anniversary c/w Collection '95-'10 "Ura utabaka" - 2010 - Aishiteru (singolo) |
| 広沢タダシ - Hirosawa, Tadashi          | Produttore   | - 2001 - Te no naru hō he (singolo) - 2001 - Superstar (singolo) - 2002 - Moshimo utae nakunatte mo (singolo) - 2002 - Yorokobi no uta - 2002 - Blue (singolo) - 2003 - Hoshizora no mukō gawa (singolo) - 2003 - Risōkyō |
| Horikawa, Sanae                         | Produttore   | |
| Hsu, Vivian                             | Produttore   | |
| DA PUMP#メンバー - Issa                 | Arrangiatore | - 2003 - EXTENION |
| Izumikawa, Sora                         | Produttore   | |
| JUJU - Juju                             | Produttore   | |
| K (歌手) - K                            | Produttore   | |
| Kimura, Kaela                           | Compositore  | - 2007 - dolphin in Scratch - 2010 - Ririan in 5years |
| Koda, Kumi                              | Arrangiatore | - 2010 - Tatoo in ETERNITY ~Love & Songs~ |
| 國府田マリ子 - Kōda, Mariko             | Produttore   | |
| Ku, Reijo                               | Produttore   | |
| クノシンジ - Kuno, Shinji               | Produttore   | |
| May                                     | Produttore   | |
| 宮沢和史 - Miyazawa, Kazufumi           | Produttore   | |
| 森口博子 - Moriguchi, Hiroko            | Produttore   | |
| 永作博美 - Nagasaku, Hiromi             | Produttore   | |
| 中村中 - Nakamura, Ataru                | Produttore   | |
| nicco                                   | Produttore   | |
| Nishida, Akihiko                        | Produttore   | |
| 西脇唯 - Nishiwaki, Yui                 | Produttore   | |
| 沼田壮平 - Numata, Sohei                | Produttore   | |
| Sakamoto, Maaya                         | Bassista     | |
| 椎名林檎 - Shiina, Ringo                | Arrangiatore | - 1998 - Kōfukuron (singolo) - 1998 - Kabukichō no joō (singolo) - 1999 - Koko de Kiss shite. (singolo) - 1999 - Muzai Moratorium - 1999 - Honnō (singolo) - 2000 - Gips (singolo) - 2000 - Tsumi to batsu (singolo) - 2000 - Shōso Strip - 2000 - Zecchōshū (cofanetto di tre dischi); solo intero primo disco - 2002 - Utaite myōri ~Sono ichi~ (cofanetto di due dischi); solo intero primo disco - 2008 - Watashi to hōden (cofanetto di due dischi); solo intero primo disco |
| 清水翔太 - Shimizu, Shota               | Produttore   | |
| Shimokawa, Mikuni                       | Produttore   | |
| しおり (シンガーソングライター) - siori | Produttore   | |
| 相馬裕子 - Soma, Hiroko                 | Produttore   | |
| スガシカオ - Suga, Shikao               | Produttore   | - 2005 - Kiseki/Natsukage/Sanagi (singolo) - 2006 - Manatsu no yoru no yume (singolo) - 2006 - PARADE - 2007 - ALL SINGLES BEST - 2007 - Phonoscope (singolo) - 2008 - NOBODY KNOWS (singolo) - 2008 - FUNKAHOLiC - 2010 - Sayonata Home Run (singolo) - 2010 - FUNKASTiC |
| Sugimoto, Rie                           | Produttore   | |
| Suzuki, Yukari                          | Produttore   | |
| 高橋由美子 - Takahashi, Yumiko          | Produttore   | |
| 高野寛 - Takano, Hiroshi                | Produttore   | |
| 種ともこ - Tane, Tomoko                 | Arrangiatore | |
| Tange, Sakura                           | Produttore   | |
| 谷村有美 - Tanimura, Yumi               | Produttore   | |
| TETSU69                                 | Produttore   | - 2002 - 15 1/2 (singolo) - 2002 - Suite November |
| ともさかりえ - Tomosaka, Rie            | Produttore   | |
| 露崎春女 - Tsuyuzaki, Harumi            | Produttore   | |
| 内田有紀 - Uchida, Yuki                 | Produttore   | |
| 植村花菜 - Uemura, Kana                 | Produttore   | |
| Watanabe, Anne                          | Produttore   | |
| WISE - Wise                             | Produttore   | |
| 矢部美穂 - Yabe, Miho                   | Produttore   | |
| 矢野まき - Yano, Maki                   | Produttore   | - 2000 - Ōkina tsubasa (singolo) - 2000 - Yume wo miteita kingyo (singolo) - 2000 - Time Capsule no oka (singolo) - 2001 - Soba no kasu - 2001 - Mahō (singolo) - 2001 - Takaramono (EP) |
| 米倉千尋 - Yonekura, Chihiro            | Produttore   | |
| 米村裕美 - Yonemura, Hiromi             | Produttore   | |
| YUKI                                    | Produttore   | - 2003 - Sentimental Journey (singolo) - 2003 - PRISMIC |

### Gruppi musicali
| Nome                                                                 | Occupazione            | Lavoro |
| -------------------------------------------------------------------- | ---------------------- | --- |
| 175R - 175R                                                          | Produttore             | |
| Bank Band - Bank Band                                                | Band member (bassista) | |
| THE BOOM - The Boom                                                  | Produttore             | |
| Breath                                                               | Produttore             | - 2004 - Prologue - 2004 - Jukebox |
| CANNABIS (蔦谷好位置 - Tsutaya, Koichi)                              | Produttore             | - 2000 - How To Love Me (singolo) - 2000 - Mōsō R (singolo) - 2001 - Keiken (singolo) - 2001 - Astrodance |
| CHARCOAL FILTER - Charcoal Filter                                    | Produttore             | - 2002 - Sotsugyō (singolo) - 2002 - Brand-New Myself ~Boku ni dekiru koto (singolo) - 2002 - MADE IN Hi-High - 2002 - White winter song - 2003 - Yasashisa Licence/BY MY SIDE (singolo) - 2003 - C☆BEST+ Flying Hi-High - 2003 - Niji (singolo) - 2003 - HAPPY SET - 2004 - one Days (singolo) - 2004 - CHARCOAL FILTER |
| chatmonchy                                                           | Produttore             | |
| チェキッ娘 - Checkicco                                               | Produttore             | |
| クラムボン (バンド) - Clammbon                                       | Produttore             | - 2001 - Surround (singolo) - 2001 - Zansho (singolo) - 2001 - Dramatic |
| CoCo (女性アイドルグループ) - Coco                                   | Produttore             | |
| cune - Cune                                                          | Produttore             | - 2003 - Aozora (singolo) - 2003 - LION SEVENTEEN (singolo) - 2003 - Canon (singolo) - 2004 - Nanairo Smile - 2007 - B-side collection |
| Dew - Dew                                                            | Produttore             | |
| Do As Infinity                                                       | Produttore             | - 2000 - Oasis (singolo) - 2000 - Yesterday & Today (singolo) - 2000 - BREAK OF DOWN - 2000 - rumble fish (singolo) - 2000 - We are. (singolo) - 2001 - Desire (singolo) - 2001 - NEW WORLD - 2001 - Tōku made (singolo) - 2001 - Week! (singolo) - 2001 - Fukai mori (singolo) - 2001 - Bōken shatachi (singolo) - 2001 - DEEP FOREST - 2002 - Hi no ataru sakamichi (singolo) - 2002 - Do The Best - 2002 - under the sun/under the moon (singolo) - 2002 - Shinjitsu no shi (singolo) - 2002 - True Song - 2003 - Mahō no kotoba ~Would you marry me?~ (singolo) - 2003 - Honjitsu wa seiten nari (singolo) - 2003 - Hīragi (singolo) - 2003 - Gates of Heaven - 2004 - Do The B-side - 2004 - Rakuen (singolo) - 2005 - For the future (singolo) - 2005 - NEED YOUR LOVE - 2005 - TAO (singolo) - 2005 - Do The A-side - 2009 - ∞1 (singolo) - 2009 - ETERNAL FLAME - 2010 - Kimi ga inai mirai - 2010 - ∞2 (singolo) - 2010 - JIDAISHIN (singolo) |
| エレファントカシマシ - Elephant Kashimashi                           | Produttore             | |
| Emi with 森俊之 - Mori Kame 佐橋佳幸 - Hashi (藤田恵美 - Emi Fujita) | Bassista               | |
| ET-KING - Et-King                                                    | Produttore             | - 2008 - Sayonara mata na (singolo) - 2008 - Futari no uta/Yatterman no uta (singolo) - 2008 - SOUL LAUNDRY - 2009 - 10 -ten- |
| Every Little Thing                                                   | Produttore             | |
| - The Flare                                                          | Produttore             | |
| FLOW                                                                 | Produttore             | - 2003 - Okuru kotoba - 2003 - Melos (singolo) - 2003 - Blaster (singolo) - 2003 - Dream Express (singolo) - 2004 - Ryūsei/Sharirara (singolo) - 2004 - GO!!! (singolo) - 2004 - GAME - 2004 - Life is beautiful (singolo) - 2005 - DAYS (singolo) - 2005 - Golden Coast |
| Flower Companyz                                                      | Produttore             | |
| FoZZtone - FoZZtone                                                  | Produttore             | |
| フジファブリック - Fujifabric                                        | Produttore             | |
| 風味堂 - Fūmidō                                                      | Produttore             | |
| FUNKY MONKEY BABYS - Funky Monkey Babys                              | Produttore             | |
| FUZZY CONTROL - Fuzzy Control                                        | Produttore             | |
| GIRAFFE (百田留衣 - Momota, Rui)                                     | Produttore             | - 2001 - Hito to hana (singolo) - 2001 - Ao, kudake chire (singolo) - 2001 - Parade |
| ゴスペラーズ - Gospellers                                            | Produttore             | |
| Hara-Fūmi (Yuko Hara×Fūmidō)                                         | Produttore             | |
| Ikimono gakari                                                       | Produttore             | - 2006 - SAKURA (singolo) - 2007 - Sakura saku machi monogatari - 2011 - Warattetainda (singolo) |
| 高鈴 - Kourin                                                        | Produttore             | - 2004 - Little Dance (singolo) |
| L'Arc~en~Ciel                                                        | Arrangiatore           | - 2000 - REAL |
| Lita - Lita                                                          | Produttore             | - 2003 - Amanogawa ~Tingara~ (singolo) - 2003 - Hi no kami ~Hinukan~ (singolo) - 2003 - Nirai kanai |
| Λucifer - Lucifer                                                    | Produttore             | - 2002 - Element of Love |
| 松千 - Matsusen                                                      | Produttore             | |
| メレンゲ (バンド) - Meringue                                         | Produttore             | - 2004 - Searchlight - 2004 - Hatsukoi Sunset |
| ミサイルイノベーション - Missile Innovation                          | Produttore             | |
| Miyavi vs KREVA - Kreva                                              | Produttore             | |
| ナスカ (バンド) - Nazca                                              | Produttore             | |
| Natural High                                                         | Produttore             | - 2003 - LIFE (singolo) - 2004 - Shikisai Karte - 2004 - Kimi ga kureta hi (singolo) |
| NICO Touches the Walls - Nico Touches the Walls                      | Produttore             | |
| のあのわ - Noanowa                                                   | Produttore             | |
| Over The Dogs                                                        | Produttore             | |
| PIERROT - Pierrot                                                    | Produttore             | - 2002 - HILL -Genkaku no yuki- (singolo) - 2003 - Barairo no sekai/Neogrotesque/Yūyami Suicide (singolo) - 2003 - ID ATTACK - 2004 - Smiley Skeleton (singolo) - 2004 - FREEZE |
| Plastic Tree                                                         | Produttore             | - 2003 - Baka ni natta no ni (singolo) - 2003 - Moshimo piano ga hiketa nara (singolo) - 2003 - Mizuiro Girlfriend (singolo) - 2003 - Shiro Chronicle - 2004 - 「Yuki hotaru」 (singolo) - 2004 - Harusaki Sentimental (singolo) - 2004 - cell. |
| Porno Graffitti                                                      | Bassista               | |
| Puffy AmiYumi                                                        | Produttore             | |
| ribbon - ribbon                                                      | Produttore             | |
| ROCK'A'TRENCH - Rock'a'Trench                                        | Produttore             | |
| セカイイチ - Sekaiichi                                               | Produttore             | |
| SOPHIA - SOPHIA                                                      | Produttore             | - 2003 - Boku wa koko ni iru (singolo) - 2003 - Yume - 2004 - Tabi no tochū (singolo) - 2004 - please, please (singolo) - 2004 - Hana wa karete mata saku (singolo) - 2004 - Aoi kisetsu (singolo) - 2004 - EVERBLUE |
| スピッツ (バンド) - SPITZ                                            | Produttore             | - 2001 - Sawatte・Kawatte (singolo) - 2002 - Hanemono (singolo) - 2002 - Mizuiro no machi (singolo) - 2002 - Mikaduki Rock - 2004 - Stargazer (singolo) - 2004 - Iroiro koromo - 2004 - Masayume (singolo) |
| the strange drama                                                    | Produttore             | |
| Stars                                                                | Produttore             | |
| The THREE (布袋寅泰 - Tomoyasu Hotei×Kreva×Seiji Kameda)             | Produttore             | |
| Tokyo Jihen                                                          | Band member (bassista) | |
| Two of US                                                            | Produttore             | |
| UNDER THE COUNTER - Under The Counter                                | Produttore             | - 2008 - Dasenai tegami (singolo) - 2009 - Hello Work (singolo) - 2009 - DON'T LOOK BACK |
| WEAVER - Weaver                                                      | Produttore             | |
| 山嵐 (バンド) - YamaArashi                                           | Produttore             | |
| ゆず (音楽グループ) - Yuzu                                           | Produttore             | |